# Velké Hůrky

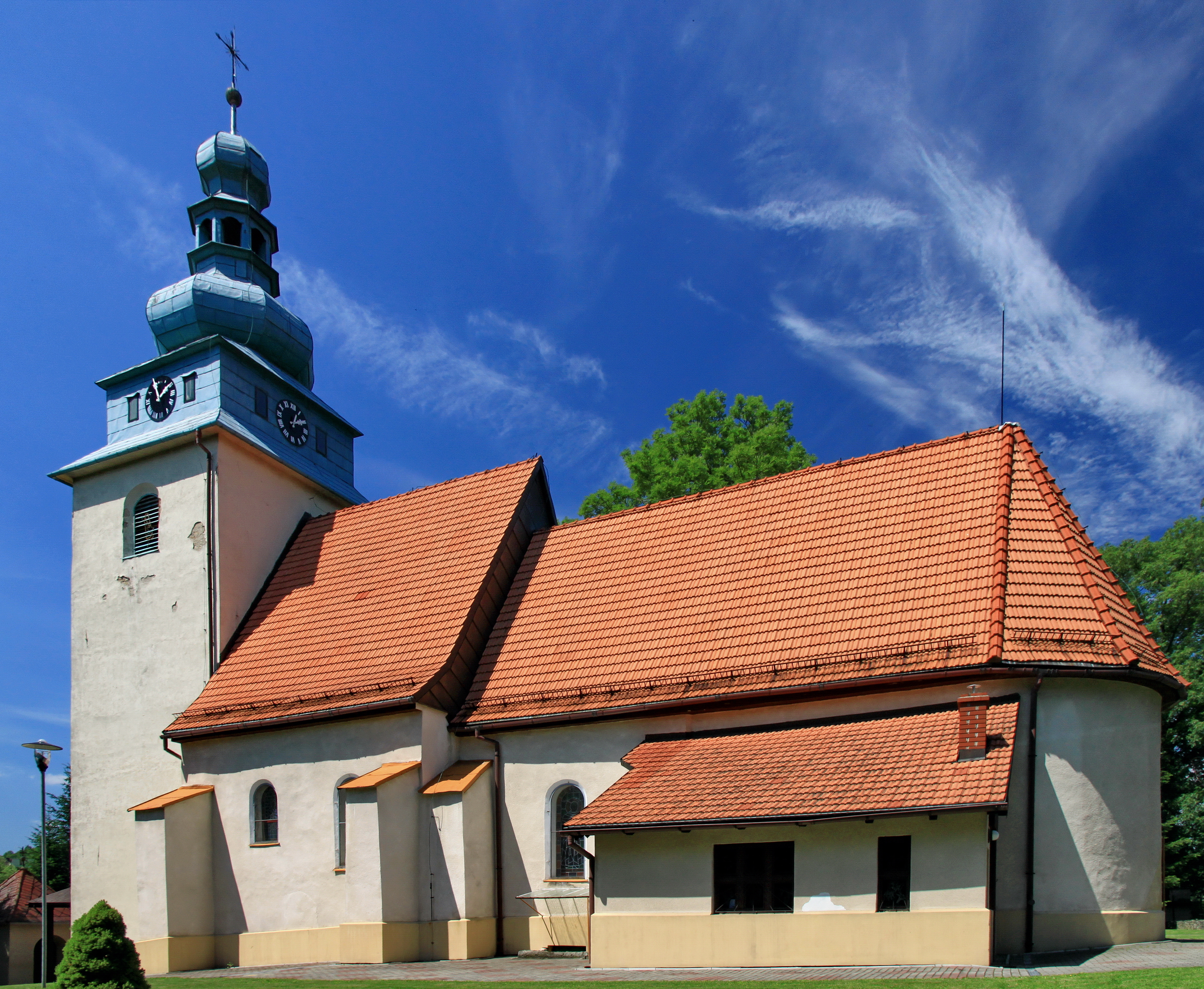
Kostel Všech Svatých

Velké Hůrky (polsky Górki Wielkie, německy Groß Gurek) jsou vesnice v jižním Polsku ve Slezském vojvodství v okrese Těšín. Leží na území Těšínského Slezska v ústí údolí řeky Brennice a spolu s Brennou a Malými Hůrkami tvoří gminu Brenná. V květnu 2016 zde žilo 3 950 obyvatel, rozloha obce činí 14,67 km².

## Dějiny a zámek
První zmínka o Hůrkách – Gorki villa vlodari – pochází z listiny biskupství vratislavského vydané mezi lety 1295 až 1305. Taková zmínka napovídá, že se jednalo o část původně jedné vesnice předané v té době do rukou nějakého rytíře. Velké Hůrky byly tedy rytířskou vesnicí, na rozdíl od Malých Hůrek, které zůstaly v majetku těšínských knížat. Od roku 1417 byla majiteli Hůrek rodina Pięćlat (Pětlet), potom Ramsza (1447–1521), Gurečtí z Kornic (1521–1697), Bludovští z Bludovic (1697–1734) a Marklovští (1734–1802). Posledně jmenovaní prodali vesnici v roce 1802 knížeti Albertovi Sasko-Těšínskému. V roce 1920 byly Velké Hůrky spolu s celým východním Těšínskem rozhodnutím Konference velvyslanců připojeny k Polsku.
Za vlády prvních Marklovských byla dřevěná usedlost na severozápadním okraji vesnice, v části zvané Sojka, nahrazena zděným barokním zámkem, který v roce 1922 koupil do vlastnictví Tadeusz Kossak, dvojče slavného polského malíře Wojciecha Kossaka. Spolu s otcem se zde usadila jeho dcera, známá spisovatelka a později i odbojářka, spoluzakladatelka Rady pomoci Židům, Zofia Kossak-Szczucka. V té době se Velké Hůrky staly cílem návštěv mnoha osobností tehdejšího polského kulturního života (např. Witkacého, Wańkowicze nebo Marii Dąbrowské).
V květnu 1945 byl hůrecký zámek podpálen a téměř úplně zničen. Později nedošlo k jeho obnově a po desetiletí existoval jako zřícenina. V roce 2010 došlo na podnět Kossakiny vnučky, Anny Fenby Taylorové, k rekonstrukci středního křídla zámku, zatímco boční části byly ponechány ve formě zříceniny. Od roku 2011 sídlí v zámeckých prostorách Kulturní a umělecké centrum „Kossakův zámek“ (Centrum Kultury i Sztuki „Dwór Kossaków”). Samotná Kossak-Szczucka bydlela po návratu z emigrace v roce 1957 v tzv. zahradníkově domku, kde bylo po její smrti (1968) zřízeno muzeum. Je pohřbena na místním katolickém hřbitově.

## Bucze
V severní části obce se nachází kupolovitý kopec Bucze (417 m), na jehož svazích pramení řeka Jilovnice. Na Buczi byla kvůli jeho přírodním hodnotám – mj. velké populaci vstavačů bledých a výskytu hvězdnatce zubatého – vytyčena šestidílná naučná stezka.
V roce 1931 byla na Buczi založena Svazem polského skautingu (Związek Harcerstwa Polskiego, ZHP) Škola pro skautské instruktory a v osadě Sojka u zámku Škola sociální práce.
Po válce byly skautské objekty zabaveny pro zdravotnické účely a byla do nich umístěna dětská sanatoria specializovaná na léčbu tuberkulózy a plicních chorob, která se stala součástí Beskydského léčebného a rehabilitačního ústavu v Javoří. Sanatorium Sojka bylo likvidováno v roce 1999, zatímco Bucze působí od roku 2000 jako samostatný Léčebný a rehabilitační ústav „Bucze“.

## Kostely a netopýři
Památkou Velkých Hůrek je kromě zámku gotický katolický kostel Všech svatých postavený v 15. století a později dvakrát přestavovaný (roku 1662 a v 19. století). U kostela jsou šlechtické náhrobky s českými epitafy. Více než svou architekturou je však proslulý tím, že jeho půda je jedinečným stanovištěm netopýrů. Přebývá zde skupina asi 190 netopýrů velkých a 75 vrápenců malých. Pro jejich záchranu byl kostel spolu se svým nejbližším okolím začleněn do soustavy Natura 2000 jako evropsky významná lokalita s názvem Kostel ve Velkých Hůrkách.
V obci se nacházejí ještě dva další kostely: evangelický na Kempce Prochaskové (původně kaple z roku 1908, přestavěna 1984) a klášterní kostel sv. Jana Sarkandera ve františkánském klášteře na Sojce u zámku založený roku 1990.